# Рокітно (Любартівський повіт)
Рокітно (пол. Rokitno) — село в Польщі, у гміні Любартів Любартівського повіту Люблінського воєводства.
Населення — 642 особи (2011).
У 1975-1998 роках село належало до Люблінського воєводства.

## Демографія
Демографічна структура станом на 31 березня 2011 року:
|          | Загалом | Допрацездатний вік | Працездатний вік | Постпрацездатний вік |
| -------- | ------- | ------------------ | ---------------- | -------------------- |
| Чоловіки | 314     | 77                 | 203              | 34                   |
| Жінки    | 328     | 75                 | 180              | 73                   |
| Разом    | 642     | 152                | 383              | 107                  |